# Mathématiques des Incas

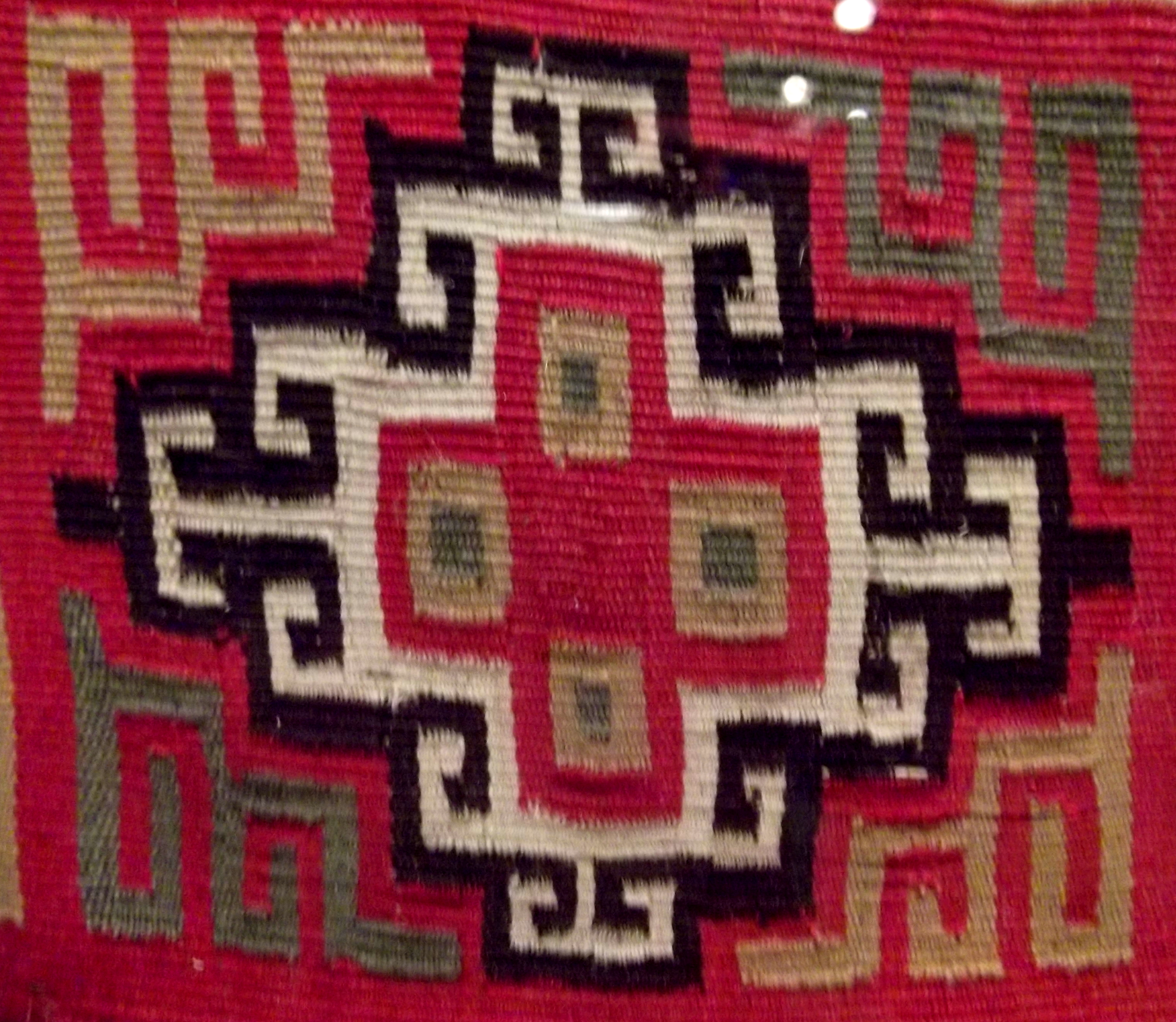
Motifs symétriques dans un textile inca

Les mathématiques des Incas sont omniprésentes dans l'art inca, tel le tissage. Leur développement est expliqué par plusieurs facteurs, tels la géographie. On les désigne aussi sous le nom d'ethnomathématiques des Incas.
La civilisation inca (1400-1530), s'étendait sur les actuels Pérou, Équateur, Bolivie, Chili, Argentine et au sud de la Colombie, avec une population d'environ 12 millions, dont plusieurs groupes ethniques et une vingtaine de langues. Ne connaissant pas l'écriture, ils utilisaient des quipus pour « écrire » les statistiques de l'État. Un quipu est un encordage dont les cordes présentent trois types de nœuds symbolisant respectivement l'unité, la dizaine et la centaine.
Les Incas ont donc développé un système de numération positionnel en base 10, similaire à celui utilisé aujourd'hui.

## Histoire
Les quipus constituent un système original de consignation de données qui a été développé très tôt dans le Pérou ancien.
Les récentes découvertes de Ruth Shady sur le site de Caral ont démontré que les quipus étaient connus par les civilisations précolombiennes il y a près de 4 500 ans.

### Développement

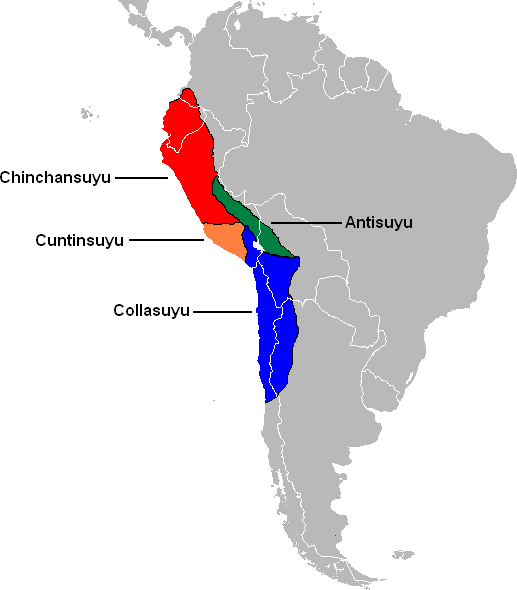
Extension maximale de l'empire inca et de ses quatre régions principales

Les géographies variées des Andes, du bassin amazonien, de la côte du Pacifique et des déserts environnants donnent à l'empire inca une géologie et un climat très variés et instables, en plus des inondations, sécheresses et tremblements de terre périodiques. Ces aspects indiquent un besoin de connaissances mathématiques : le génie agricole et le génie civil sont essentiels à la survie, par exemple pour le contrôle de l'irrigation et la construction de ponts.
De plus, comme pour toute autre groupe humain, la connaissance et la prédiction des saisons et du climat se développement de pair avec les mathématiques et l'astronomie.

#### Influences des groupes culturels
Comme mentionné précédemment, l'empire inca était formé de plusieurs groupes culturels, chacun avec ses propres pratiques et connaissances mathématiques. Lors de leur absorption dans l'empire, ces connaissances ont presque certainement été aussi assimilées.
Les Moches, du nord du Pérou, ont pu apporter des connaissances reliées à l'agriculture avec l'irrigation par des rivières. Les Huaris pratiquaient l'irrigation en terrasses et leur art était en grande partie basé sur des mathématiques. Les Aymaras pratiquaient aussi ce type d'agriculture ainsi que de la domestication de lamas et d'alpacas. Un autre groupe est les Nazcas, du sud du Pérou, dont les géoglyphes révèlent une compréhension de la géométrie et de l'astronomie.
Un exemple concret de contribution de groupes culturels distincts, est le quipu, qui était connu des Huaris et Aymaras avant la prise d'ampleur de l'empire inca.
Par ailleurs tous les groupes de l'empire inca, même s'ils pouvaient jouir d'une certaine indépendance, étaient taxés. Les quipus étaient donc essentiels aux archives et à l'administration de l'État, dans ce contexte culturellement varié.

### Découverte des «coordonnées cartésiennes»
Le quipu péruvien VA 42527 (Museum für Völkerkunde, Berlin), déjà étudié par Gary Urton, comporte une division en quatre quadrants très particulière. En associant l’analyse statistique des données à une étude de type expérimentale de ce quipu, de façon curieuse, Alberto Sáez-Rodríguez ouvre de nouvelles pistes de recherche dans l’étude des quipus. Dans son article scientifique, Alberto Sáez-Rodríguez prouve l'existence d'une carte stellaire en deux dimensions, correspondant aux coordonnées X, Y des 6 étoiles les plus brillantes de l'amas ouvert des Pléiades (M45). L’enjeu de ce travail est de démontrer que les Incas connaissaient bien un système de coordonnées rectangulaires 200 ans avant René Descartes.

## Liens avec l'écriture ou l'absence d'écriture inca

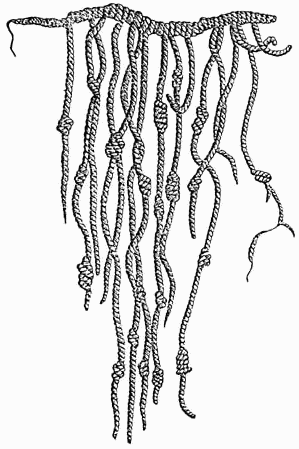
Exemple de quipu

Alors que l'empire inca était très structuré et bureaucratisé, l'écriture n'y a apparemment pas existé. Toutefois, la gestion de l'empire inca a nécessité des moyens de conserver et transmettre l'information numérique.

### Administration et communication via les quipus
On connait surtout les quipus pour l'utilité qu'en avait l'administration inca. Ceux-ci s'en servaient pour toute la gestion économique et sociale de l'empire. Les quipucamayocs (« maîtres du Quipu »), présents au nombre de trois au minimum dans chaque communauté recensaient toutes les données démographiques et économiques du lieu. Ces données renvoyées vers les centres administratifs de l'empire permettaient aux Incas de contrôler la prospérité des communautés. Ils pouvaient ainsi répartir les surplus vers les communautés moins florissantes.
Les quipus semblent également avoir constitué un outil de communication dans l'ancien Pérou ; Garcilaso de la Vega, chroniqueur fils d'une princesse inca et d'un noble espagnol, nous rapporte un témoignage d'une telle utilisation. On sait en effet que les chaskis (les hommes à pied qui parcouraient l'Empire pour remettre le courrier) utilisaient les quipus pour mémoriser les messages avec des données qualitatives et quantitatives.

### Statistiques
Les quipus pouvant aussi être interprétés comme des messages codés sous la forme de nœuds de différentes sortes sur des fils de laine, coton ou autre matériau et de différentes couleurs, ils servaient aux statistiques de l'État : recensement très précis (nombre d'habitants par âge et par sexe), nombre d'animaux, état des stocks, tributs payés et dus des différents peuples, enregistrement de l'ensemble des entrées et sorties de marchandises des entrepôts de l'État, etc. Seuls les administrateurs connaissaient la clé des quipus : c'étaient les quipucamayocs. Ce système de quipus était aussi utilisé par les dirigeants des provinces pour transmettre les nouvelles importantes à l'Inca.

### Autres applications
Il semblerait que les quipus aient aussi servi à notifier les grandes dates de l'Histoire et à consigner certains récits ou secrets religieux mais ceux-ci restent indéchiffrables de nos jours contrairement à certains quipus de statistiques.

### Vers une pierre de Rosette
Le site archéologique de Incahuasi, dont les premiers quipus ont été découverts en 2013, permettra aux scientifiques d'en comparer un grand nombre ainsi que des objets avec lesquels ils ont été découverts. L'un des plus grands experts en quipus, Gary Urton, qui travaille aussi sur le site avec Alejandro Chu, qui a mené la fouille archéologique, a déclaré que sans être une véritable pierre de Rosette, il s'agit d'une importante quantité de nouvelles données et qu'il sera possible de bâtir un vocabulaire de base.

## Principe des quipus
Un quipu est un encordage dont les cordes présentent trois types de nœuds symbolisant respectivement l'unité, la dizaine et la centaine. Un agencement des nœuds sur une corde donne un nombre entre 1 et 999 ; les ajouts de cordes permettant de passer au millier, au million, etc.
Il s'agit d'un système d'écriture des nombres exprimés dans un système de numération positionnel en base 10. Chaque cordelette comporte trois types de nœuds distincts :
|                                                 |  |  |
| Demi-nœud (à gauche) et nœud en huit (à droite) |  |  |

- Des nœuds simples (demi-nœuds), chacun représentant une unité, au plus au nombre de neuf ;
- Des nœuds compliqués, formés d'un demi-nœud auquel on ajoute un ou plusieurs tours, chacun représentant une dizaine, au plus au nombre de neuf ;
- Des nœuds de huit, chacun représentant une centaine, au plus au nombre de neuf.

Un tel alignement de nœuds sur une cordelette permettait de former un nombre entier inférieur ou égal à 999. Dans cette écriture des entiers, le 0 était remplacé par l'absence de nœuds de tel ou tel type.
L'écriture d'un entier supérieur demandait l'utilisation de plusieurs cordelettes. L'ajout d'une seconde cordelette attachée à la première permettait de passer 999 à 1 000. Une éventuelle troisième cordelette attachée alors à la seconde permettait le passage de 999 999 à 1 000 000.
Exemple : 203 956 demande deux cordelettes :
- La première cordelette comporte 9 nœuds de huit, 5 nœuds compliqués, 6 nœuds simples ;
- La seconde comporte 2 nœuds de huit, aucun nœud compliqué, 3 nœuds simples.

La première cordelette était attachée à une corde.

## Nom des nombres et base 10

Aire linguistique du quéchua en Amérique du Sud

La lingua franca des Incas - et de leurs descendants - est le quechua. Le dialecte huallaga quechua est celui que les chercheurs croient comme ayant subi le moins de changements, donc ce sont les noms dans ce dialecte qui sont discutés dans l'article de Thomas E. Gilsdorf sur les ethnomathématiques des Incas.
Celui-ci donne une liste de noms de nombres :
huk - 1, ishkay - 2, kimsa - 3, chuska - 4, pichqa - 5, soqta - 6, qanchis - 7, pusaq - 8, isqon - 9; chunka - 10, pachak - 100, waranqa - 1000.

### Format des grands nombres
Pour les plus grands nombres :
où le noyau est une puissance de 10. Donc, les exemples :
- isqon pachak: [9] {100} = 9 ¥ 100 = 900
- qanchis chunka pichqa: [7] {10} + (5) = 75
- kimsa pachak chuska chunka qanchis waranqa ishkay : [[3] {100} ([4] {10} (7))] {1000} (2) = 347002

Le système numérique des Incas est donc de base 10.

## Art inca

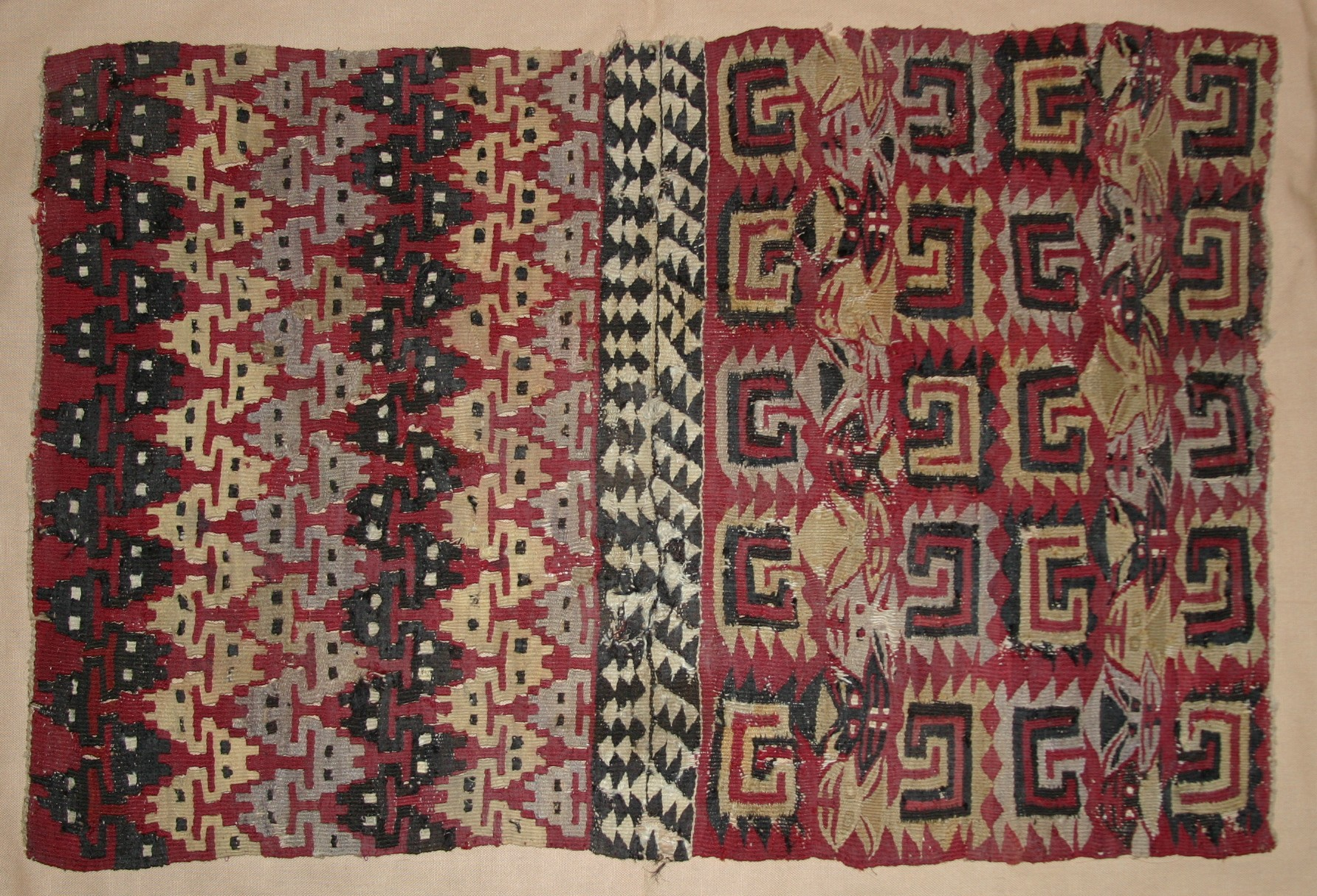
Tapisserie avec crabes et poissons entrelacés, Lombards Museum

Dans les motifs des textiles et céramiques incas, on trouve des comptes, symétries, rotations et réflexions. Selon Gilsdorf, ceci indique « un fort sens de l'ordre et de la précision sans la culture et les mathématiques incas ». Le chapitre 4 de Urton (1997) donne plus de détails. On parle ici d'ethnomathématiques, puisque même si les concepts sont les mêmes, il est difficile pour un tisseur inca d'expliquer son travail en termes de géométrie occidentale : le point de vue est complètement différent.

## Astronomie inca
Les astronomes incas connaissaient les cycles du Soleil, de la Lune et de Vénus. Leur calendrier était solaire, avec douze cycles lunaires, en plus de l'ajustement requis pour totaliser 365 jours.
À Machu Picchu, un prisme de pierre, l'Intihuatani, est — nous dit-on — incliné de 13°, ce qui correspond précisément à la latitude de Machu Picchu (13° de latitude Sud).
D'autre part, dans la ville de Cuzco se trouvent quelque 400 marques, huacas, le long de lignes imaginaires, ceques. Ceci a des significations astronomiques, mathématiques et religieuses. Moseley (1992), pages 78–79, le chapitre 7 de D'Altroy (2002), et Urton (1981) donnent plus de détails.

## La yupana, calculatrice-ordinateur

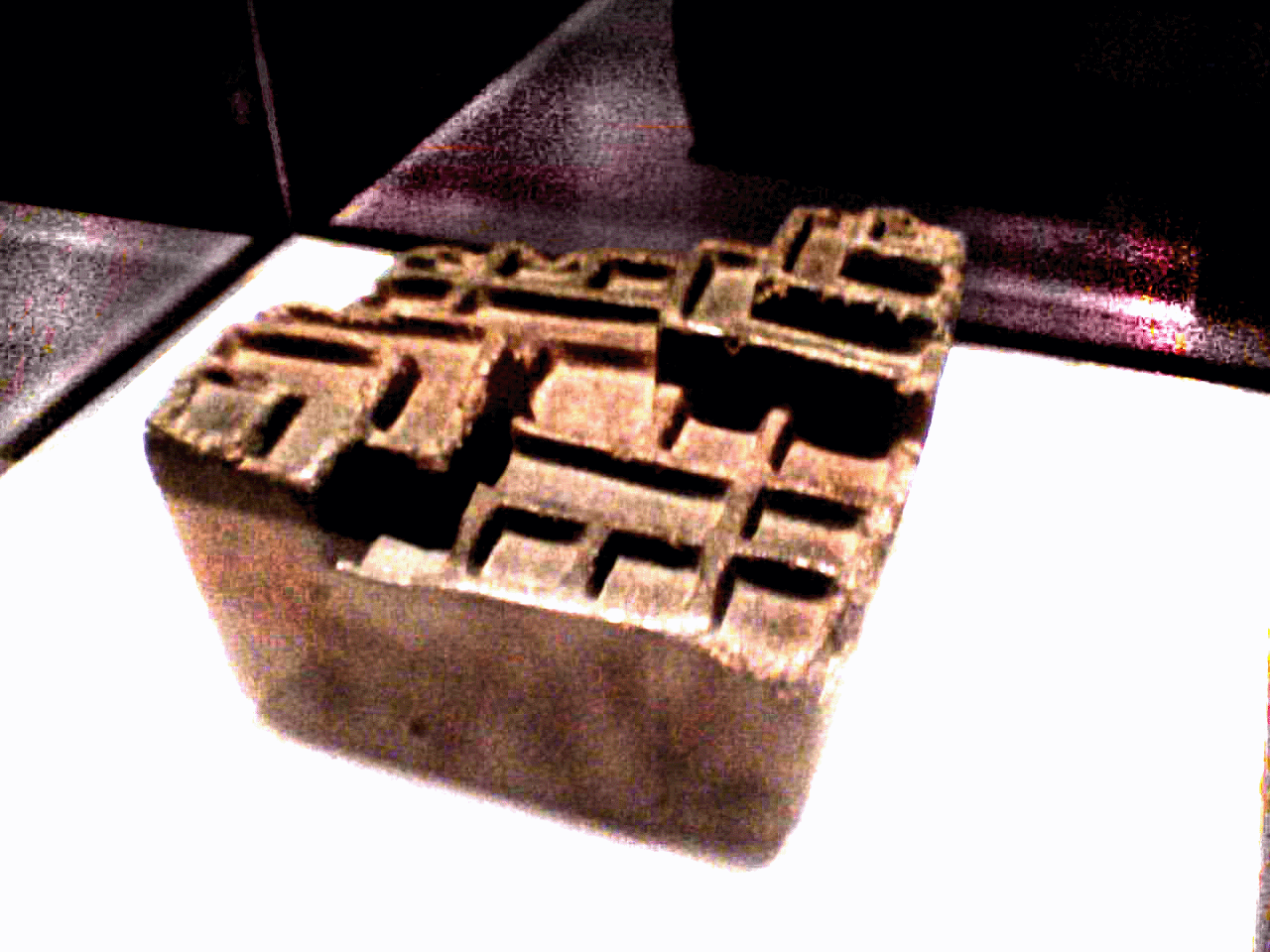
Une Yupana ?

La yupana (en quechua, « outil pour compter ») est un dispositif utilisé par les Incas, probablement comme sorte de calculatrice ou abaque, qui permettaient de compter ou déterminer des quantités à l'aide de grains de maïs ou de quinoa.
Les objets en pierre, en bois ou céramique, avec des casiers ou compartiments, comme celui qui est montré à droite, n'ont probablement pas cette fonction et ne sont pas des yupana. Comme l'a démontré l’archéologue George Lau, ils appartiennent à la culture Recuay et sont donc très antérieurs aux Incas. Lau pensent que ce sont des tabliers de jeu, mais cela est contesté. 

### Capacités
Grâce à ce système, on pouvait indiquer les unités, dizaines, centaines, etc. Des recherches récentes en relation avec les yupanas suggèrent qu'elles étaient capables d'exprimer par le calcul des nombres considérables en s'appuyant sur un système non-décimal, mais plutôt en relation avec le nombre 40 ; sommes, restes, multiplications et divisions étaient donc possibles ainsi que l'enregistrement de textes, ce qui emplit d'espoir les chercheurs en quête de la compréhension du fonctionnement des quipus.
La yupana dessinée par Guaman Poma révèle des connaissances astronomiques comme les cycles de Mercure et Vénus; la même yupana permet d'obtenir l'année solaire sidérale inca, dont la précision est impressionnante, et un fantastique calendrier perpétuel, créé autour du chiffre 5.

### Hypothèses
Bien que certains chercheurs aient émis des hypothèses selon lesquelles cet instrument pourrait fonctionner comme un abaque,, d'autres sont plus sceptiques face à cette éventualité. Néanmoins, au XVIe siècle, le prêtre espagnol José de Acosta suggérait que les Incas pouvaient avoir eu un dispositif similaire.
On a cru que ces abaques s'appuyaient sur les nombres de Fibonacci pour minimiser la quantité de grains à utiliser par casier. Mais une méthode à la fois plus simple et plus conforme au système décimal inca et à son interaction avec les quipus est proposée par Cinzia Florio.

## Culture populaire
Les quipus sont mentionnés abondamment dans le dessin animé Les Mystérieuses Cités d'or de 1983, dans lequel, déchiffrés par le personnage de Zia, ils aident les héros à comprendre certaines des coutumes incas à de maintes reprises. En effet, l'astronomie, la culture et les mathématiques des Incas sont inter-reliées.